# کوشانکا-بوروته
کوشانکا-بوروته (به لهستانی:  Kosianka-Boruty) یک روستا در لهستان است که در گمینا گروجیسک واقع شده‌است.
 کوشانکا-بوروته  ۵۰ نفر جمعیت دارد.